# Partille Arena

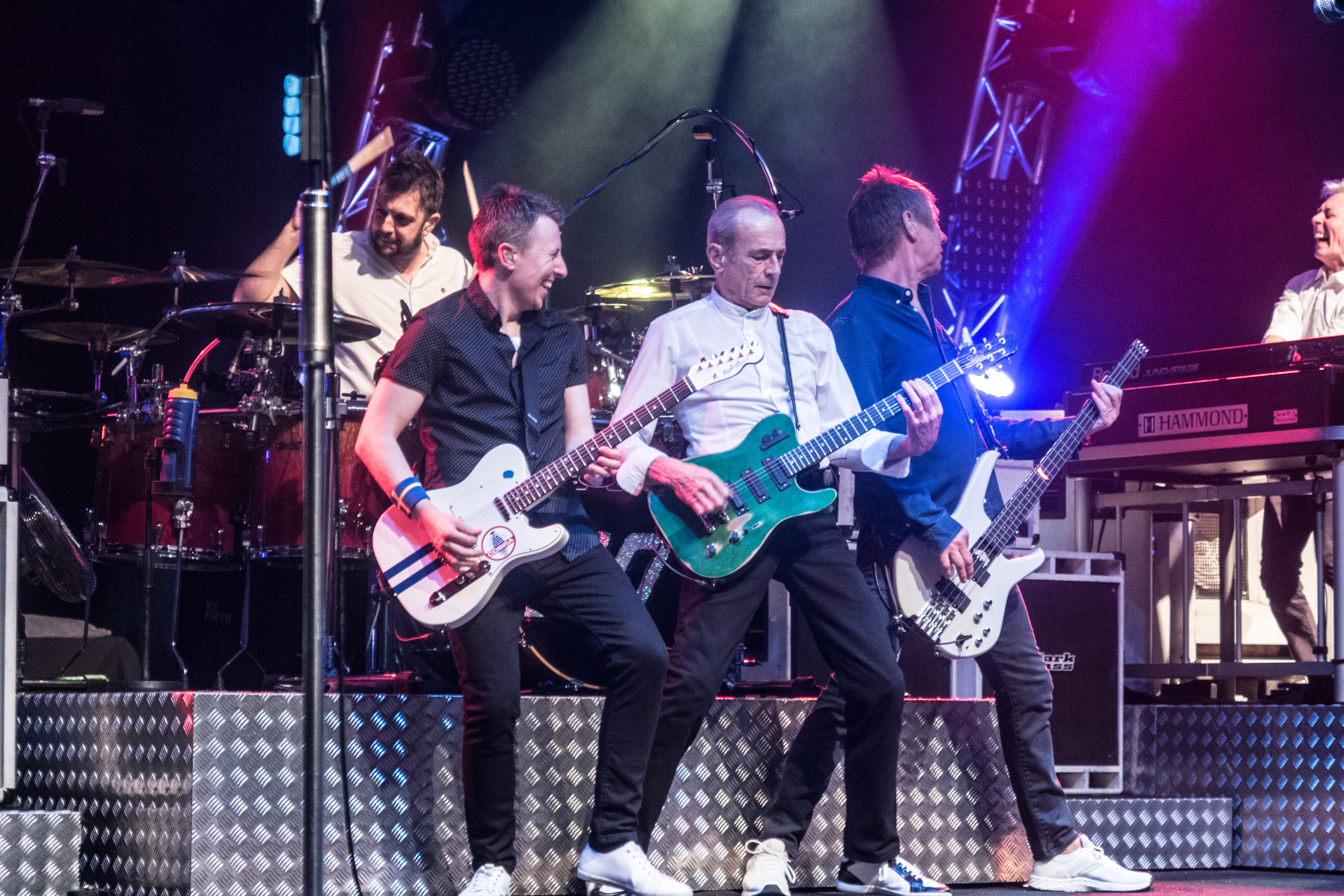
Status Quo spelar live på Partille Arena, 2017.

Partille Arena är en multiarena i Partille, strax utanför Göteborg. Arenan invigdes 16 september 2016, tre år efter byggstarten 5 december 2013. Sedan öppningen har arenan hållit en rad evenemang, bland annat har Sveriges Radio anordnat P3 Guldgalan 2017, 2018, 2019 och 2020 i Partille Arena. I april 2018 satte man ett nytt publikrekord när Bryan Adams spelade inför 5 503 personer.
Handbollsklubben IK Sävehofs dam- och herrlag har Partille Arena som hemmaarena. Efter invigningen i september 2016 ersatte Partille arena Partillebohallen, som slutligen revs i april 2017.